# Бовкало, Александр Александрович
Александр Александрович Бовкало (4 марта 1947, Ленинград) — российский генеалог, историк церкви, архивист. Автор большого числа работ по генеалогии различных родов дворянства и духовенства России и Польши.

## Биография
Сын полковника.
В 1965 году окончил среднюю школу с золотой медалью. В 1972 году окончил факультет радиоэлектроники Ленинградского политехнического института. Инженер-физик.
В 1972—1987 годах работал в Государственном оптическом институте им. С. И. Вавилова.
С 1987 года работает помощником заведующего библиотекой Ленинградской (с 1991 года — Санкт-Петербургской) духовной академии.
Член Русского генеалогического общества (с 1996 года). Член Совета и казначей Русского генеалогического общества (с 2000 года). Член редколлегии журнала «Генеалогический вестник».
Автор интернет-сайта, входящего в состав Петербургского генеалогического портала, где размещено много родословных росписей и справочных материалов по генеалогии (http://www.petergen.com/bovkalo/index.html Архивная копия от 9 сентября 2013 на Wayback Machine)
1 декабря 2018 года решением Совета Российской генеалогической федерации награждён медалью «За вклад в развитие генеалогии и прочих специальных исторических дисциплин» за заслуги в развитии генеалогии.

## Награды
- Медаль «В память 300-летия Санкт-Петербурга» (2003),
- Орден святителя Макария, митрополита Московского и всея Руси III степени[4].

## Публикации
статьи
- Князь-Владимирский собор в Ленинграде (к 200-летию со дня освящения) // Журнал Московской Патриархии. 1989. — № 10. — С. 23-24.
- Новая литература по старообрядчеству // Вестник Ленинградской духовной академии. 1990. — № 1. 155—158.
- Новые периодические издания Русской Православной Церкви: [Алфавитный список] // Христианское чтение. 1991. — № 2. — С. 111—114.
- Митрополит Вениамин (Казанский): Краткая биогр. // Христианское чтение. 1991. — № 6. — С. 5-8.
- Новые периодические издания Русской Православной Церкви: [Алфавитный список] // Христианское чтение. 1992. — № 7. — С. 137—138.
- Правящие архиереи Санкт-Петербургской — Петроградской — Ленинградской епархии: Хронологический список // Христианское чтение. 1991. — № 2. — С. 55-64. (в соавторстве с А. К. Галкиным)
- Духовное образование в Русской Православной Церкви при Святейшем патриархе Московском и всея России Тихоне (1917—1925) // Вестник Ленинградской духовной академии. 1990. — № 2. — С. 36-59; № 3. — С. 41-63. (в соавторстве с А. К. Галкиным и прот. В. Сорокиным)
  - Духовное образование в Русской Православной Церкви при Святейшем патриархе Московском и всея России Тихоне (1917—1925) // Христианское чтение. 1992. — № 7. — C. 19-49; 1993. — № 8. — С. 7-27. (в соавторстве с А. К. Галкиным и прот. В. Сорокиным)
- Священномученик Митрополит Вениамин // София. 1992. — № 2 (июнь-август) — С. 2-3 (в соавторстве с А. К. Галкиным)
- Священномученик митрополит Вениамин. Новые материалы к житию // Санкт-Петербургские епархиальные ведомости. 1993. — Выпуск 11. — С. 65-71
- Новгородская епархия в 1917—1919 годах. Год 1917-й // София. 1993. — № 6, (май-июль). — С. 7-11.
- Новгородская епархия. В 1917—1919 годах. Годы 1918—1919 // София. 1993. — № 7, (ноябрь-декабрь) А. Бовкало. — С. 15.
- Епископ Серафим // София. 1993. — № 8, (ноябрь-декабрь) — С. 10.
- Убиенный епископ Кирилловский Варсонофий // София. 1993. — № 8, (ноябрь-декабрь) — С. 14. (в соавторстве с А. К. Галкиным)
- Забытый историк Новгородской семинарии // София. 1995. — № 1 (13), (январь-март). — С. 7. (в соавторстве с А. К. Галкиным)
- Новгородская епархия в годы оккупации (1941—1943 гг.) // София. 1995. — 1995. — № 2 (14), (апрель-июнь). — С. 4. (в соавторстве с А. К. Галкиным)
- Постановление 1919 года об увеличении числа епископов // Ежегодная богословская конференция Православного Свято-Тихоновского богословского института. М., 1992—1996. — С. 339—341.
- Архимандрит Сергий (Шеин) и его предки: историко-генеалогический очерк // Новый часовой. Русский военно-исторический журнал. — 1996. — № 4. — С. 19-22
- Генеалогія Фліорковських (Florkowskich). Переклад з польської I. О. Ціборовської-Римарович // Українська генеалогія: теорія, методологія, iсторія та практика. Матеріали I генеалогічних читань пам’ятi Вадима Модзалевського. — Київ, 1996. — С. 73—77
- Родственные связи св. митрополита Петроградского Вениамина // Из глубины времен. — 1997. — Выпуск 8. — С. 147—160 (совместно с Галкиным А. К.)
- Студенческие годы св. митр. Вениамина [Казанского] в СПбДА: [Докл. на юбил. конф. СПбДАиС. 25-26 дек. 1996 г.] // Христианское чтение. 1997. — № 14. — С. 80-87. (в соавторстве с А. К. Галкиным)
- Открытие Петроградского богословского института в 1920 году: [Докл. на юбил. конф. СПбДАиС. 25-26 дек. 1996 г.] // Христианское чтение. 1997. — № 14. — С. 124—136. (в соавторстве с А. К. Галкиным и прот. В. Сорокиным)
- Псковская духовная миссия и возрождение монастырей на Северо-Западе России // Ежегодная богословская конференция Православного Свято-Тихоновского богословского института. М., 1997. — С. 107—110. (в соавторстве с А. К. Галкиным)
- Просветительская деятельность Ф. К. Андреева в Петроградском богословском институте. Федор Константинович Андреев — профессор кафедры апологетики // Ежегодная богословская конференция Православного Свято-Тихоновского богословского института. М., 1998. — С. 191—194. (в соавторстве с А. К. Галкиным)
- [Рец. на рукопись.:] Здравомыслов К. Я. Биографический словарь иерархов Русской Православной Церкви с введения на Руси христианства до 1918 года // Христианское чтение. 1998. — № 16. — С. 133—137.
- К семидесятипятилетию выпуска Петроградского богословского института // Ежегодная богословская конференция Православного Свято-Тихоновского богословского института. — М., 1998. — С. 200—204.
- Св. митрополит Вениамин [Казанский] и Петроградский богословский институт // Ежегодная богословская конференция Православного Свято-Тихоновского богословского института. — М., 1999. — С. 350—356. (в соавторстве с А. К. Галкиным)
- Святой митр. Вениамин [Казанский] и послереволюционные годы по архивным документам и воспоминаниям // Ежегодная богословская конференция Православного Свято-Тихоновского богословского института. — М., 1999. — С. 306—314.
- Красинские еврейского происхождения // Невельский сборник. — 2000. — Выпуск 5. — С. 148—155
- Литургика в Петрограде после 1918 г. // Ежегодная богословская конференция Православного Свято-Тихоновского богословского института. — М., 2000. — С. 393—400.
- Использование «Сенатских объявлений» для составления родословных. Купцы Волохины // Генеалогический вестник. 2001. — Выпуск 6. — С. 43-50
- Барон Михаил Александрович Таубе // Из истории Русского генеалогического общества. Сборник статей и материалов. — СПб., 2001. — С. 88-93
- Из истории рода Таубе // Немцы в России. Российско-немецкий диалог. — СПб., 2001. — С. 493—501
- Барсов Николай Иванович // Православная энциклопедия. — М., 2002. — Т. IV : Афанасий — Бессмертие. — С. 357-358. — 39 000 экз. — ISBN 5-89572-009-9.
- Справочники по истории Католической Церкви в России // Генеалогический вестник. — 2001. — Выпуск 3. — С. 67-69
- Деятельность Христианского Союза Молодых Людей на Дальнем Востоке // Православие на Дальнем Востоке. — Выпуск 3 : Сборник статей / ред. М. Н. Боголюбов. — СПб. : Изд-во Санкт--Петербургского Университета, 2001. — 300 с. — С. 125—134
- Духовное образование в Петрограде в 1920-е годы // Невельский сборник: статьи, письма, воспоминания. Вып. 6 / Научный совет по изучению и охране культурного и природного наследия РАН, Комитет по культуре администрации Псковской области, Музей истории Невеля. — СПб. : Акрополь, 2001. — 200 с. — С. 71-79.
- Беляевы — жители Аптекарского острова // История Петербурга. — 2002. — № 2. — С. 35-39.
- Род Казанских в истории Олонецкой епархии // Святые и святыни северорусских земель (по материалам VII научной региональной конференции). — Каргополь, 2002. — С. 5-17. (совместно с Галкиным А. К.)
- Церковная жизнь в школе К. Мая // Материалы научно-практической конференции, посвященной 15-летию Музею истории школы К.Мая, Труды СПИИРАН. — 2012. — С. 152—167.
- Дворянство и церковь в эмиграции // «Зарубежная Россия. 1917—1939». Сборник статей. Кн. 2 — СПб.: Издательство «Лики России». — 2003. — С. 116—122.
- Печатные источники для генеалогии духовенства Санкт-Петербургской епархии // Генеалогический вестник. — 2003. — Выпуск 14. — C. 27-36.
- Невельские // Невельский сборник. — 2003. — Выпуск 8. — С. 125—128.
- Русские православные приходы в Африке // Азия и Африка сегодня: Ежемесячный научный и общественно-политический журнал. — 2003. — № 1. — С. 69-75.
- О дате смерти архитектора Парланда // Генеалогический вестник. — СПб. : ВИРД, 2004. — Вып. 18. — С. 73—74.
- Красинские — бароны Клодты фон Юргенсбург // Известия Русского генеалогического общества. — 2004. — Выпуск 14. — С. 17-21.
- Об одной ветви рода Комаров // Генеалогический вестник. — 2004. — Выпуск 20. — С. 41-48.
- И. П. Щербов и духовное образование в Петрограде в 1920-е годы // Невельский сборник: статьи, воспоминания. Вып. 9. СПб. : Акрополь, 2004. — С. 137—155. (в соавторстве с А. К. Галкиным)
- Валдайское викариатство // Православная энциклопедия. — М., 2003. — Т. VI : Бондаренко — Варфоломей Эдесский[англ.]. — С. 520. — 39 000 экз. — ISBN 5-89572-010-2.
- Вениамин // Православная энциклопедия. — М., 2004. — Т. VII : Варшавская епархия — Веротерпимость. — С. 617-623. — 39 000 экз. — ISBN 5-89572-010-2.
- Славянские связи Мекленбургского Дома // Русская ветвь Мекленбург-Стрелицкого Дома. Сборник трудов международной конференции 16-18 октября 2001 года. — СПб., 2005. — С. 19-25.
- Калужский род Либиных // Вопросы археологии, истории, культуры и природы Верхнего Поочья. Материалы XI Всероссийской научной конференции 5 — 7 апреля 2005 г. — Калуга, 2005. — С. 120—122.
- К истории семьи Беллавиных // Вестник Православного Свято-Тихоновского гуманитарного университета. Серия II: «История. История Русской Православной Церкви». — 2006. — Выпуск 2 (19). — С. 11-16.
- Ректор Новгородской духовной семинарии протоиерей Евграф Мегорский // София: издание Новгородской епархии. — 2007. — № 4. — С. 30—32. (в соавторстве с А. К. Галкиным)
- Печатные источники для генеалогии православного духовного духовенства Урала // Сплетались времена, сплетались страны… — 2009. — Выпуск 25. — С. 47-56.
- Материалы для генеалогии Е. О. Оттен // Невельский сборник. — 2009. — Выпуск 15. — С. 70-73.
- Метрические книги 9-го Ингерманландского и 10-го Новоингерманландского полков // Материалы научной конференции, посвященной 90-летию Государственного архива Калужской области. — Калуга, 2010. — С. 323—330.
- Красинские в Херсонской губернии // Генеалогия допетровского времени. Источниковедение, методология, исследования. Материалы XIV Петербургских генеалогических чтений. Санкт-Петербург, 26 июня 2010 г. — СПб., 2012. — С. 81-90.
- Linia biskupia Krasińskich w Rosji // Franciszka z Krasińskich Wettyn. Księżna Kurlandii i Semigalii. Prababka dynastii królów włskich. Dziedzictwo rodziny Krasińskich w regionie świętokrzyskim. — Kielce-Lisów, 2012. — S. 43-51.
- «Дневник Францишки Красинской» Клементины Гоффмановой-Таньской // Известия Русского генеалогического общества. Вып. 27. Генеалогия и литература. — СПб., 2014. — С. 103—105.
- [XXI Невельские Бахтинские чтения] // Генеалогический вестник. Вып. 50. СПб. 2014. — С. 22.
- Протоиерей Стефан Иванович Ширкевич // Невельский сборник: статьи, письма, воспоминания. — СПб., 2015. — Вып. 21: По материалам 21 Невельских Бахтинских чтений: (27-29 июня 2014 г.): к 120-летию со дня рождения М. М. Бахтина. — С. 75-79.
- Рец. на кн.: Максимова Н. Д. Выпускники Владимирской духовной семинарии 1901—1918 гг.: Аннотированный межфондовый указатель. Владимир, 2016. 193 с. («Материалы по истории Владимирской губернии». Вып. 14) // Генеалогический вестник. Вып. 54. СПб., 2017. — С. 193—196.
- Корвин-Красинские в Могилевской губернии // Известия Русского генеалогического общества. Вып. 32. В честь Игоря Васильевича Сахарова по случаю его 85-летия. — СПб., 2017. — С. 101—107.
- Альбриховичи герба Prus primo // Известия Русского генеалогического общества. Вып. 34. СПб., 2018. — С. 17—51.
- О дате рождения композитора Николая Александровича Соколова // Генеалогический вестник. Вып. 58. СПб. 2018. — С. 138—144.
- Скропышевы // Известия Русского генеалогического общества. Вып. 35. В честь Аллы Владимировны Краско по случаю ее 70-летия. — СПб., 2019. — С. 91—99.
- К 110-летию со дня смерти А. Бонецкого // Генеалогический вестник. Вып. 59. — СПб. 2019. — С. 71—77.
- О дате рождения композитора Л. Д. Малашкина // Генеалогический вестник. Вып. 59. — СПб., 2019. — С. 92—93.
- Генеалогия Никольских // Материалы и сообщения по фондам Отдела рукописей БАН. Вып. 7. — СПб., 2019. — С. 13—19.
- О некоторых источниках для изучения генеалогии духовенства Эстонии // Генеалогический вестник. Вып. 60. — СПб., 2019. — С. 128—131.
- Наталия Ивановна Кожевникова. [Некролог] // Генеалогический вестник. Вып. 60. — СПб., 2019. — С. 159—161.
- Выставка в Вильнюсе // Генеалогический вестник. Вып. 62. — СПб., 2020. — С. 114—115.
- Черепановы, Петербургская сторона, Аптекарский остров // Известия Русского генеалогического общества. Вып. 37. — СПб., 2021. — С. 307—311.
- С. М. Некрасов и его работа о предках царя Михаила Федоровича // Генеалогический вестник. Вып. 66. — СПб., 2022. — С. 78—82.
- Поляки — члены Русского генеалогического общества // Генеалогический вестник. Вып. 67. — СПб., 2022. — С. 23—27.
- Члены Русского генеалогического общества. Продолжение: С. Л. Пташицкий и князь В. И. Друцкий-Любецкий // Генеалогический вестник. Вып. 68. — СПб., 2023. — С. 26—30.

книги
- Бовкало А. А., Галкин А. К., Шкаровский М. В. Санкт-Петербургский мартиролог. — СПб., 2002. — 416 с.
- Избранник Божий и народа : Жизнеописание священномученика Вениамина, митрополита Петроградского и Гдовского. Спб., 2006. — 384 с. [совместно с А. К. Галкиным]
- Профессора и преподаватели: (Ленинградская (Санкт-Петербургская православная духовная академия)): 1946—1996: биографический справочник. — СПб: Дивный остров., 2011. — 140 с. — ISBN 978-5-905425-01-1 [совместно с О. И. Ходаковской]

редакция
- Грамматин А. С. Грамматины. История рода священнослужителей Владимирской епархии. СПб. 1999. Серия «Свод поколенных росписей». Выпуск 9. (Русское генеалогическое общество).
- Рыхляков В. Н. Избранная библиография отечественной некрополистики. СПб. 2003. — 52 с. (Справочник генеалога. Т. 2. Вып. 1).
- Рыхляков В. Н. Опыт библиографии отечественной генеалогии. Ч. 4-6. СПб., 2008. — 190 с. (Справочник генеалога. Т. 1. Вып. 3).
- Рыхляков В. Н. Отечественная некрополистика для генеалогов. Библиографический указатель. СПб., 2018.